# Chastel-sur-Murat
Chastel-sur-Murat – miejscowość i dawna gmina we Francji, w regionie Owernia-Rodan-Alpy, w departamencie Cantal. W 2013 roku populacja gminy wynosiła 125 mieszkańców. 
1 stycznia 2017 roku połączono dwie wcześniejsze gminy: Chastel-sur-Murat oraz Murat. Siedzibą gminy została miejscowość Murat, a nowa gmina przyjęła jej nazwę. 